# Konfiguracja sieci logistycznej
Konfiguracja sieci logistycznej – struktura punktów i dróg, przez którą produkty logistyczne przepływają od źródeł wydobycia surowców do miejsc podaży tych produktów. Konfiguracja wymaga określenia, ile wystąpi tych punktów i dróg, gdzie będą zlokalizowane, jaki rodzaj transportu będzie użyty, jakie magazyny zostaną wykorzystane oraz które produkty będą przemieszczane. Oznacza to, iż ze względu na charakterystykę produktów logistycznych mogą wystąpić różne konfiguracje sieci, nawet w odniesieniu tylko do jednego producenta różnych produktów. Aspekt przestrzenny konfiguracji sieci dotyczy geograficznie wyznaczonych miejsc lokalizacji fabryk, magazynów, detalu, a aspekt czasowy oznacza czas dostawy produktu logistycznego do odbiorcy.
Celami konfiguracji sieci są:
1. minimalizowanie kosztów logistycznych, zwłaszcza w sytuacji, w której ich poziom wynika z uwarunkowań rozwoju regionu,
2. maksymalizacja poziomu obsługi klientów, gdy ocenie podlegają całkowite koszty logistyczne, a nie ich poszczególne składniki,
3. maksymalizacja zysku w ogniwach łańcucha logistycznego[1].